# 바다 위의 진료소
《바다 위의 진료소》(일본어: 海の上の診療所)는 후지 TV 계열의 〈게츠쿠〉 시간대에서 2013년 10월 14일부터 12월 23일까지 방송된 일본의 텔레비전 드라마이다. 주연은 마츠다 쇼타.

## 캐스트

### 해진환
세토 내해(瀬戸内海)의 의사 없는 섬에 가, 멀리 떨어져 있는 본토에 치료하러 가는 것도 어려운 사람들을 진료하는 순회 진료선.
세자키 코타 (29) - 마츠다 쇼타
나이 있는 사람들부터 젊은 사람들까지, 모든 연대의 여성에게 상냥한 태도를 보이는 프리랜스 의사.
토가미 마코 (23) - 타케이 에미
간호사.
우치무라 아오이 (39) - 후지와라 노리카
내과의.
미사키 노보루 (21) - 후쿠시 소타
간호사.
히우치 아키라 (37) - 아라카와 요시요시
사무장으로, 아오이의 남편.
야마나카 카를로스 요헤이 (30) - 우에노 유키오
항해사.
마에지마 쿠니히로 (32) - 츠치야 유이치
기관장.
카이토 타케시 (48) - 테라지마 스스무
선장 겸 요리장.

### 그 외
하토리 히카루 (연령 불명) - 토다 에리카
코타의 소식을 좇고있는 여성.
세자키 레이코 (49) - 아소 유미
일품 요릿집의 여주인으로, 코타의 어머니.
타카세 신키치 - 텟켄
일품 요릿집의 단골손님.

### 게스트

#### 제1화
무라카미 미즈키 - 카토 아이
미치노리의 딸로, 토가미와는 소꿉친구.
무라카미 미치노리 - 카타오카 츠루타로
미즈키의 아버지.
미야와키 타쿠야 - 타카하시 츠토무
미즈키의 약혼자.
미야와키 와코 - 타카하시 카오리
타쿠야의 누나.
여대생 - 이쿠타 에리카, 사쿠라이 레이카, 이토 마리카 (노기자카46)
코타가 해진환에 향하는 전차 내에서 알게 된 대학생.

#### 제2화
타치바나 카오루 - 시노다 마리코
오카야마의 도시부에서 교편을 잡고 있을 때에 지병인 천식이 악화해, 교사를 그만둘 각오를 하고 있었지만, 마스다의 호의에 의해 자연 가득한 섬에서 초등학교 교사로서 재출발한다.
카타야마 켄조 - 카츠베 노부유키
비오키 섬 촌장. 료의 할아버지.
마스다 키요시 - 야소다 유이치
비오키 섬 사무소 총무부 지역 활성과 직원. 교사 채용 담당자.
카타야마 료 - 타카기 세라이
비오키 초등학교에 다니는 유일한 어린이.

#### 제3화
시오미 리카 - 카호

시오미 치즈루 - 이시다 아유미

쿠마노 나오야 - 미나가와 사루토키

타카야마 - 이토 타츠야

#### 제4화
후지이 미치루 - 타키모토 미오리
해진환을 운영하는 병원 이사장의 딸.
이케다 하루오 - 아베 츠요시

#### 제5화
우에무라 에리코 - 아다치 유미

우에무라 요시에 - 아사다 미요코

우에무라 시게루 - 타무라 료

본인 - 우치다 아츠토 (Special Thanks)

#### 제6화
오카자키 이즈미 - 키타노 키이
마코의 고교 시절 동급생으로 친한 친구.
오키타 토미코 - 쿠사무라 레이코

히구치 모에 - 코바야시 키나코

오키타 카즈토시 - 키쿠치 킨야
토미코의 아들.

#### 제7화
마키노 신야 - 마루야마 토모미
하토리 히카루의 전 약혼자.

#### 제8화
시라이 아키 - 사사키 노조미
할아버지가 섬 내에서 운영하는 〈시라이 서점〉을 돕는다.
시라이 미와 - 요시다 리코
노보루를 연모하는 아키의 여동생.
이마이 나오토 - 야자키 히로시
아키의 남자친구.
여성 비서 - 마츠무라 미오 (후지 TV 아나운서)
이사장의 비서.

#### 제9화
우치무라 토모에 - 에이쿠라 나나
아오이의 여동생.
호시노 타케히로 - 이시구로 히데오
도쿄에서 토모에와 동거하고 있는 남자친구.
무카이 야요이 - 우메자와 마사요
츠바메 여관 주인.

#### 제10화
타키야마 하루코 - 미즈노 미키
호마레 섬 진료소 의사.
이케가미 싱고 - 토네사쿠 토시히데
호마레 섬 진료소 사무원.
히사마츠 준코 - 아카자 미요코
야스오의 아내.
히사마츠 야스오 - 시미즈 코지

## 스태프
- 각본 - 토쿠나가 유이치
- 음악 - 카미사카 쿄스케
- 연출 - 나카에 이사무, 타니무라 마사키, 타카노 마이, 타카하시 타케시
- 주제가 - 이에이리 레오 〈태양의 여신〉 (빅터 엔터테인먼트)
- 프로듀스 - 후지노 료타, 후루야 켄지
- 제작 저작 - 후지 TV

## 방송 일자
| 각 화                                                       | 방송일           | 부제                                                               | 연출            | 시청률 |
| ----------------------------------------------------------- | ---------------- | ------------------------------------------------------------------ | --------------- | ------ |
| 제1화                                                       | 2013년 10월 14일 | 세토나이카이의 아름다운 섬들을 도는 병원 배 이야기가 지금 시작된다 | 나카에 이사무   | 15.6%  |
| 제2화                                                       | 2013년 10월 21일 | 작은 섬의 초등학교· 단 1명의 학생과 선생님의 인연                  | 나카에 이사무   | 12.4%  |
| 제3화                                                       | 2013년 10월 28일 | 세토의 신부                                                        | 나카에 이사무   | 11.4%  |
| 제4화                                                       | 2013년 11월 4일  | 미인 연수의는 엄청 제멋대로인 아가씨                               | 타니무라 마사키 | 10.6%  |
| 제5화                                                       | 2013년 11월 11일 | 귤이 잇는 가족의 정                                                | 타카노 마이     | 12.1%  |
| 제6화                                                       | 2013년 11월 18일 | 전 양키 간호사, 외딴 섬 간호에 거는 꿈                             | 타니무라 마사키 | 8.9%   |
| 제7화                                                       | 2013년 11월 25일 | 수수께끼의 여자 드디어 등장! 해진환 최대의 위기                    | 나카에 이사무   | 9.9%   |
| 제8화                                                       | 2013년 12월 2일  | 동경의 선배와 재회! 간호사 노보루의 사랑                           | 타카노 마이     | 9.5%   |
| 제9화                                                       | 2013년 12월 9일  | 어머니가 되는 여동생에게                                           | 타카하시 타케시 | 9.2%   |
| 제10화                                                      | 2013년 12월 16일 | 드디어 최종장 Dr코타가 선택한 결말은                               | 타카노 마이     | 9.9%   |
| 최종회                                                      | 2013년 12월 23일 | 성야에 일어나는 바다 위의 기적! 마침내 감동의 피날레!              | 나카에 이사무   | 14.1%  |
| 평균 시청률 11.4% (시청률은 칸토 지구·비디오 리서치사 조사) |                  |                                                                    |                 |        |

- 첫회는 15분 확대 (21:00 ~ 22:09).